# ピオーヴェラ
ピオーヴェラ（イタリア語: Piovera）は、イタリア共和国ピエモンテ州アレッサンドリア県アッルヴィオーニ・ピオーヴェラにある分離集落（フラツィオーネ）。
かつては独立した自治体（コムーネ）であったが、2018年1月1日、アッルヴィオーニ・カンビオと合併し、新自治体の一部となった。

## 地理

### 位置・広がり

#### 隣接コムーネ
コムーネとしてのピオーヴェラは、以下のコムーネと隣接していた。
- アレッサンドリア
- アッルヴィオーニ・カンビオ
- モンテカステッロ
- リヴァローネ
- サーレ

## 城
14世紀に建てられたヴィスコンティ家所有の城がある。

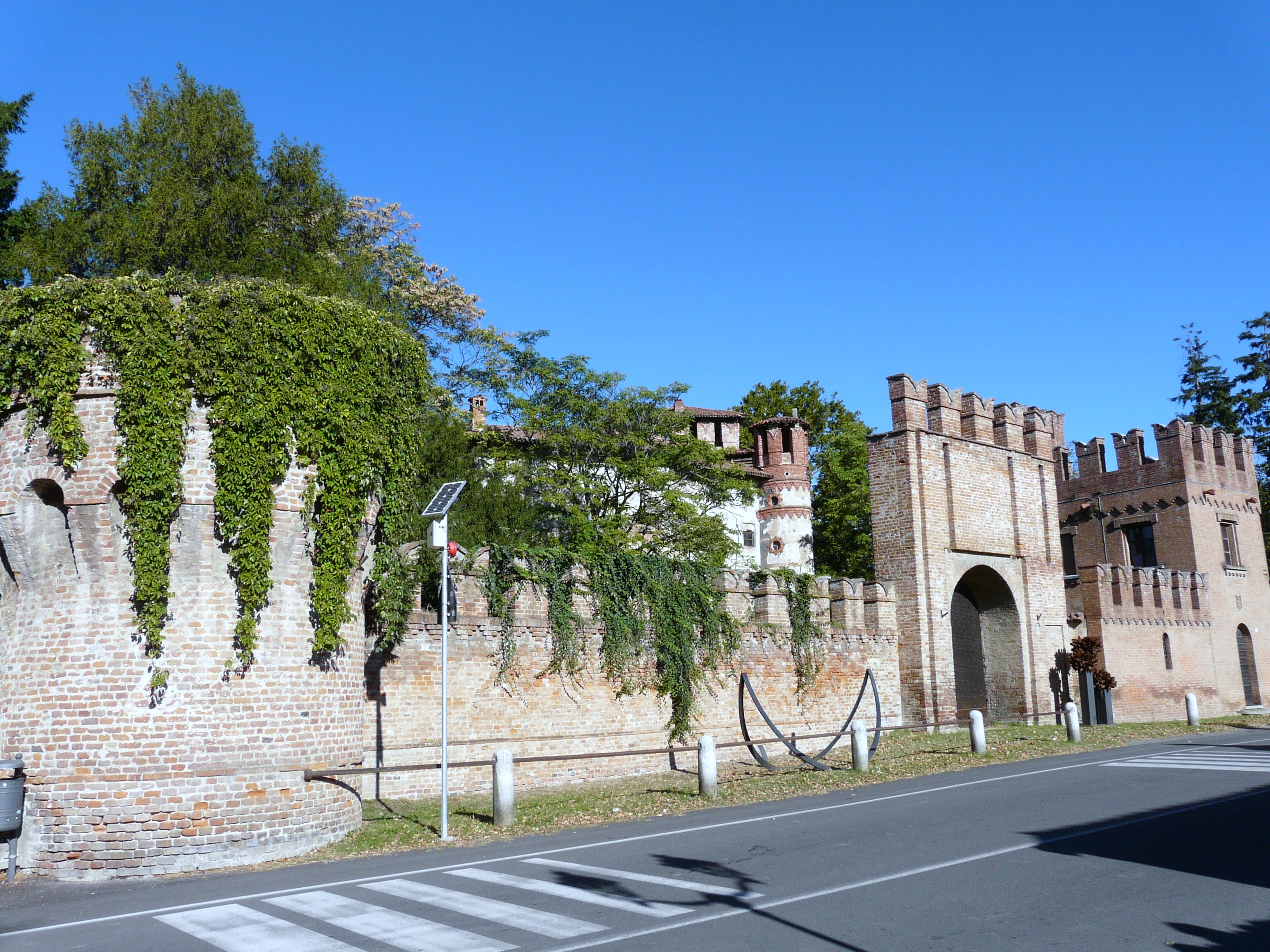
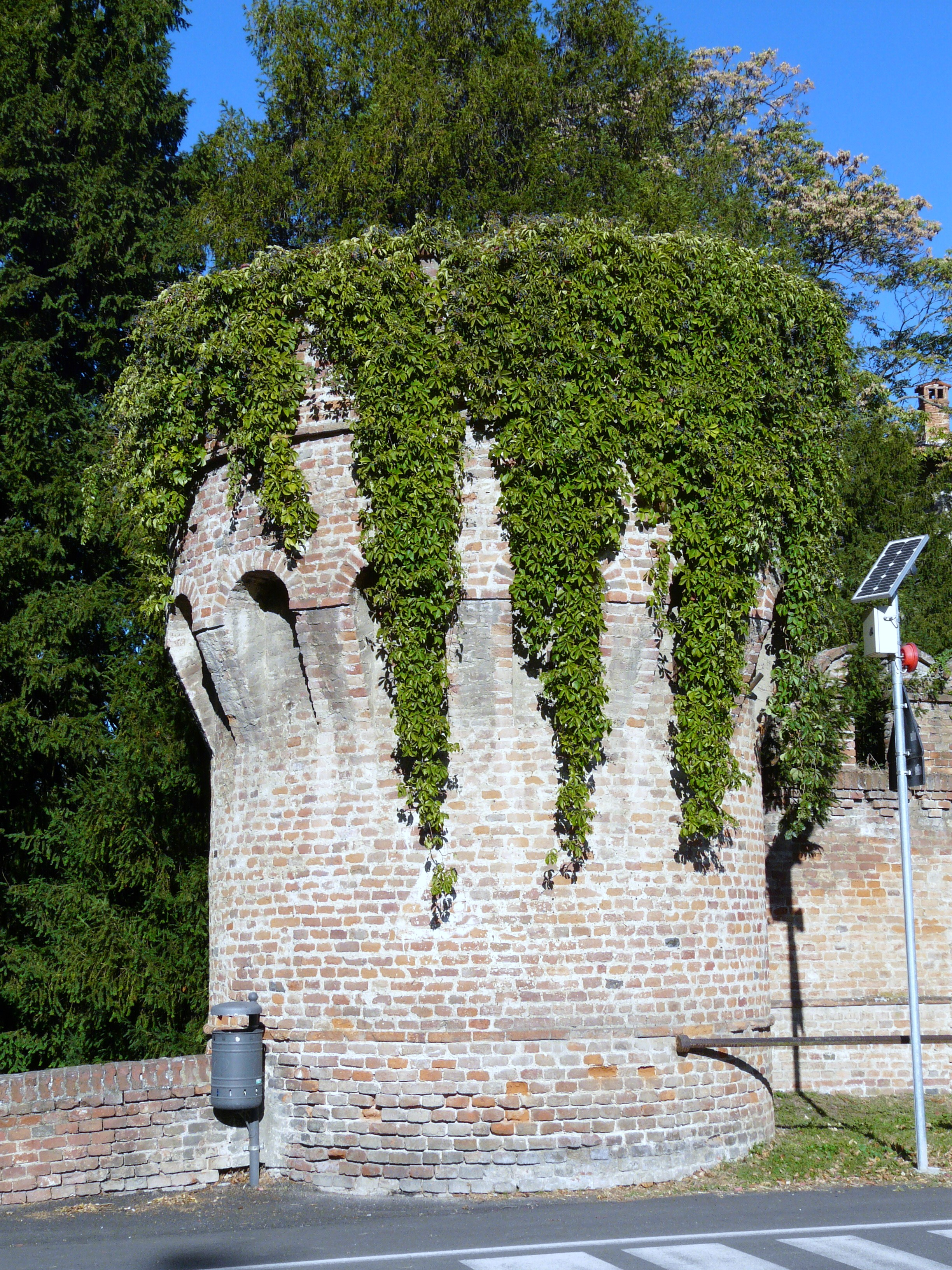
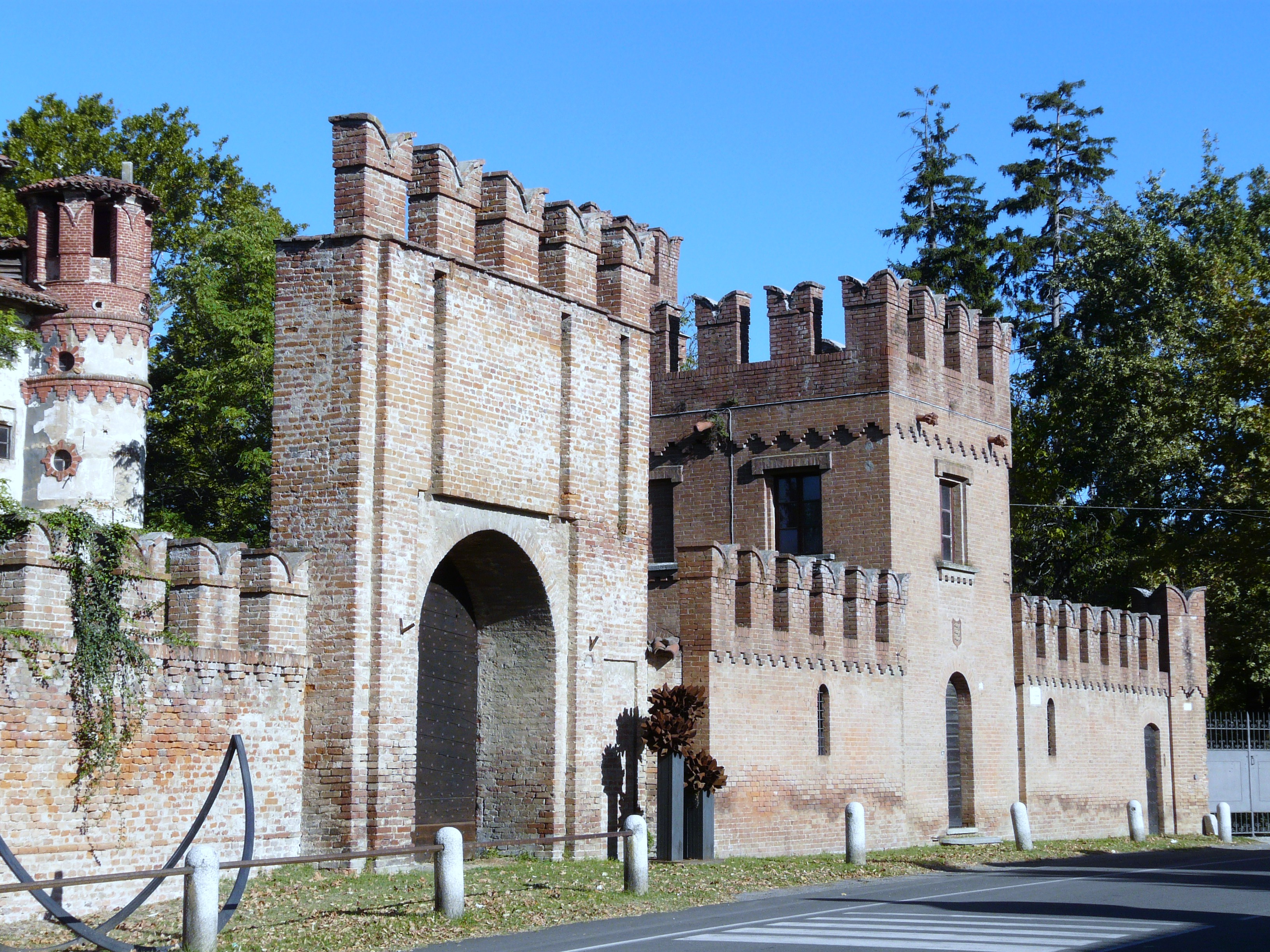
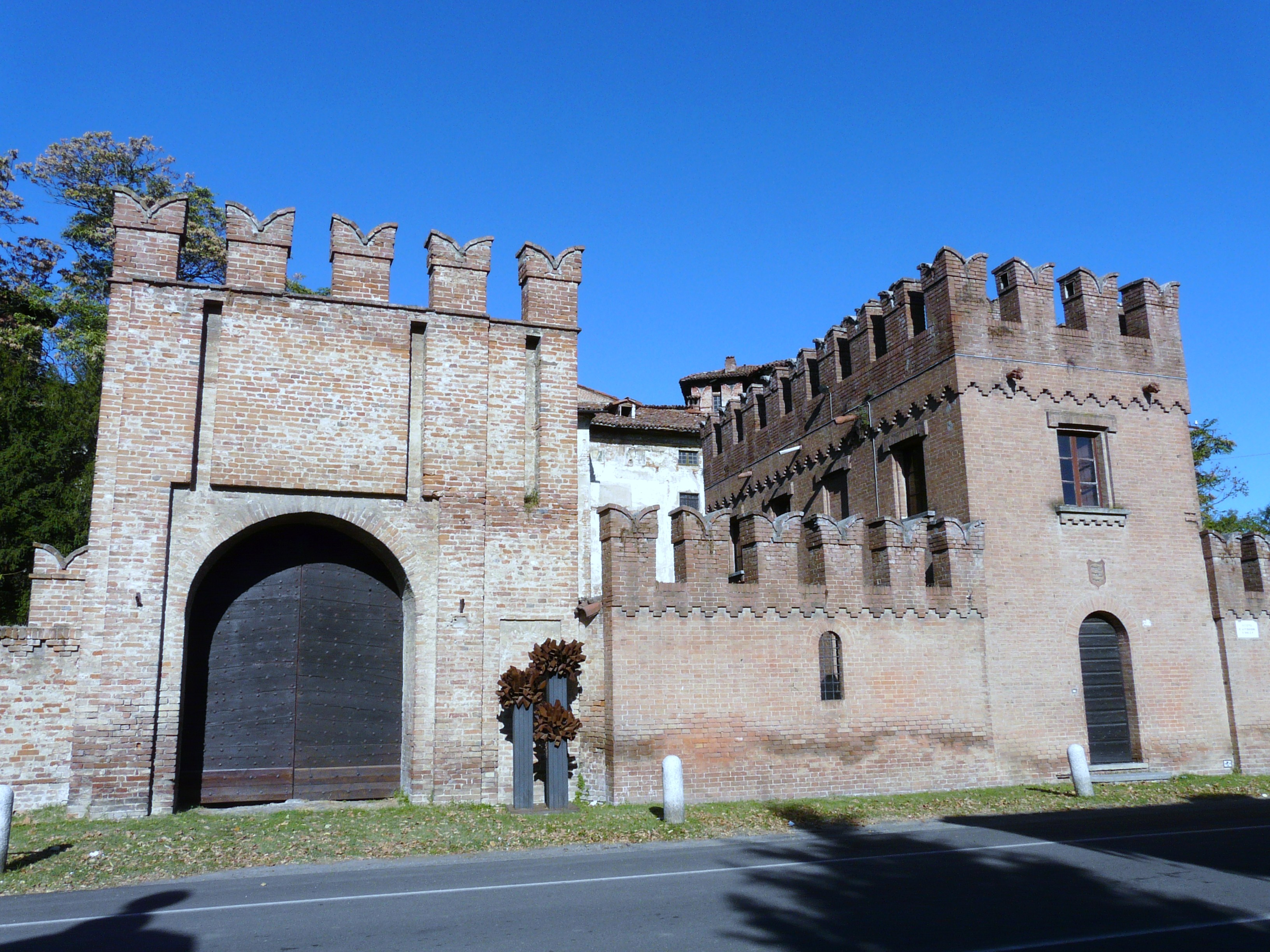
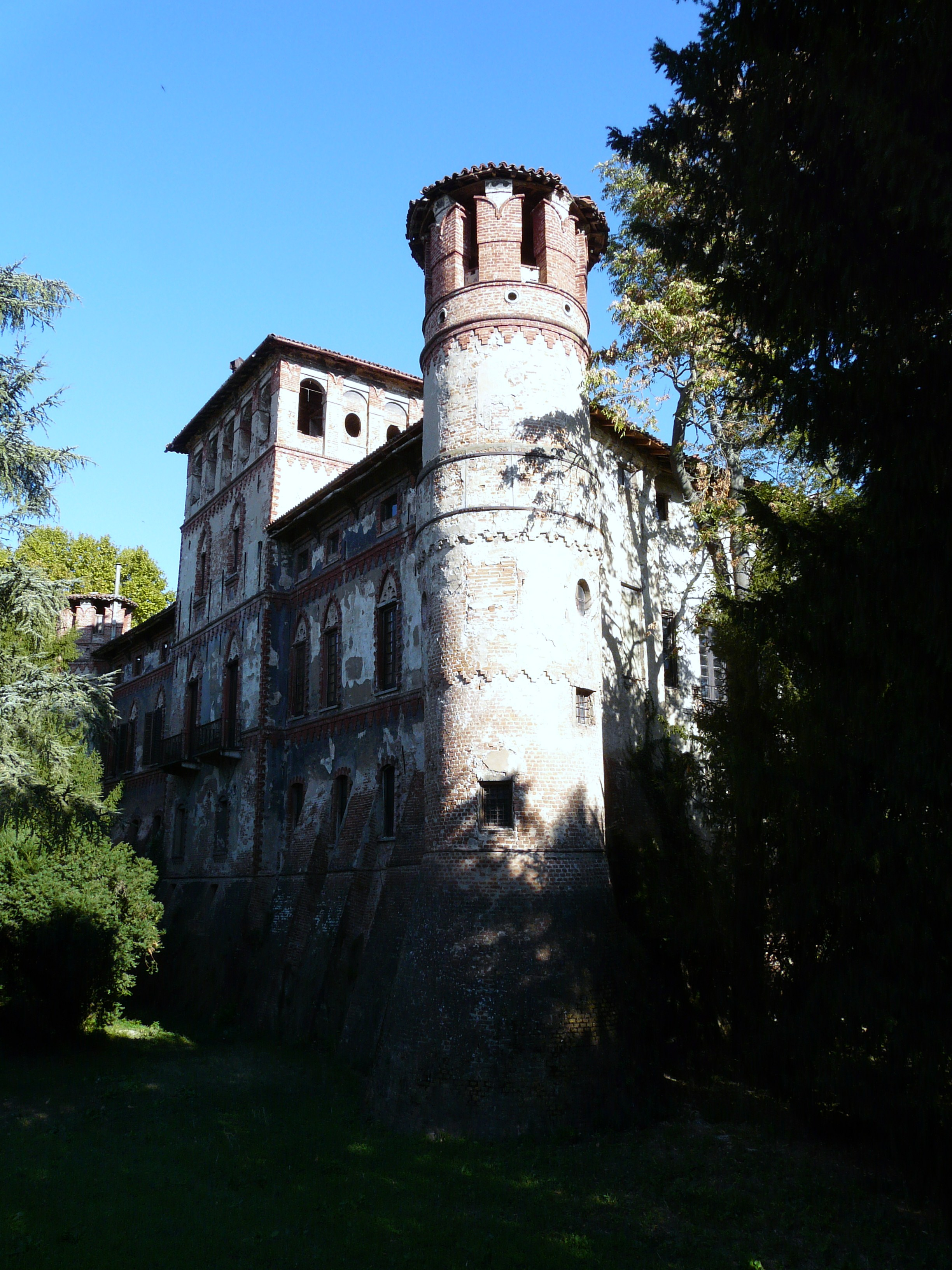
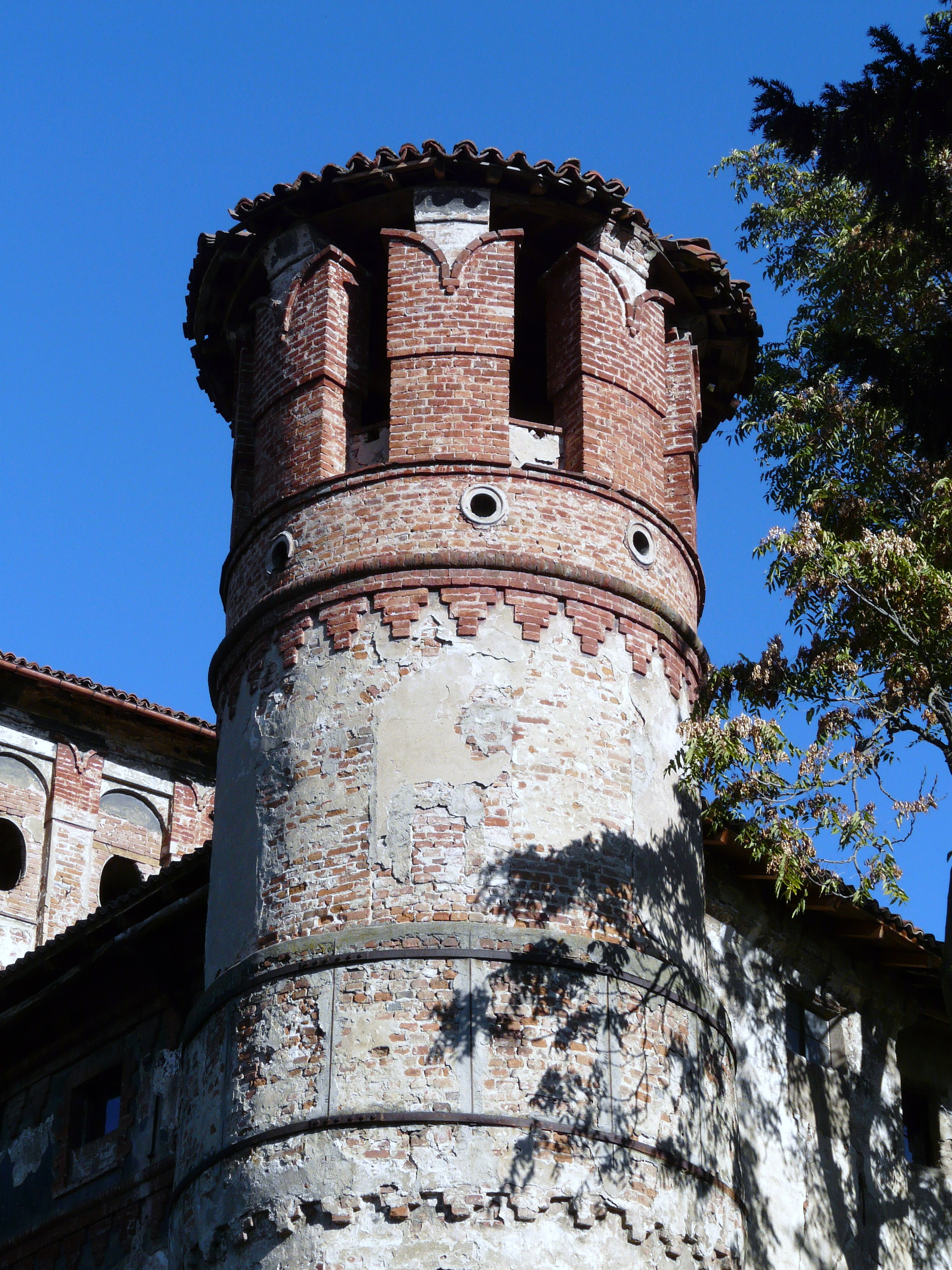
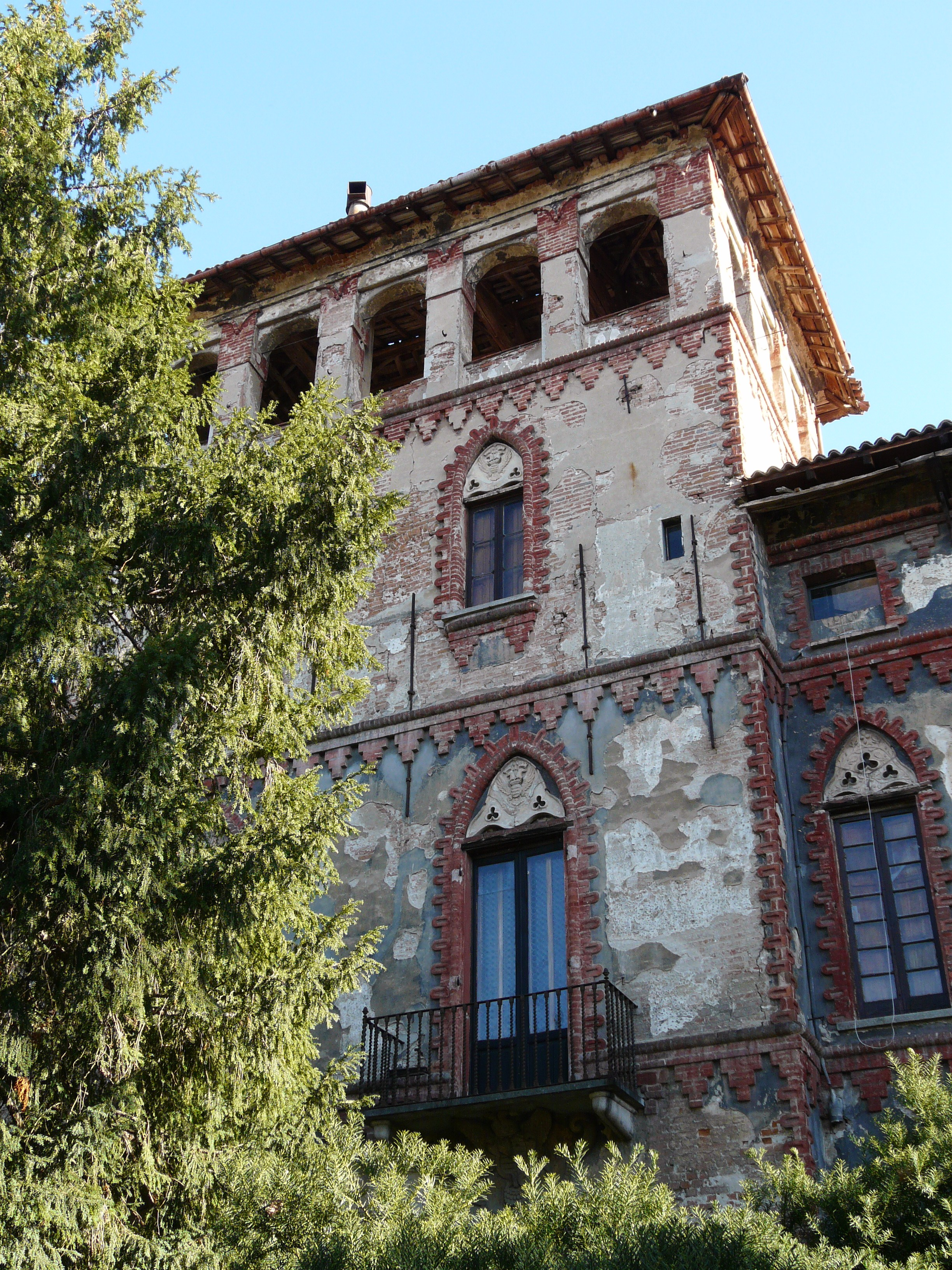
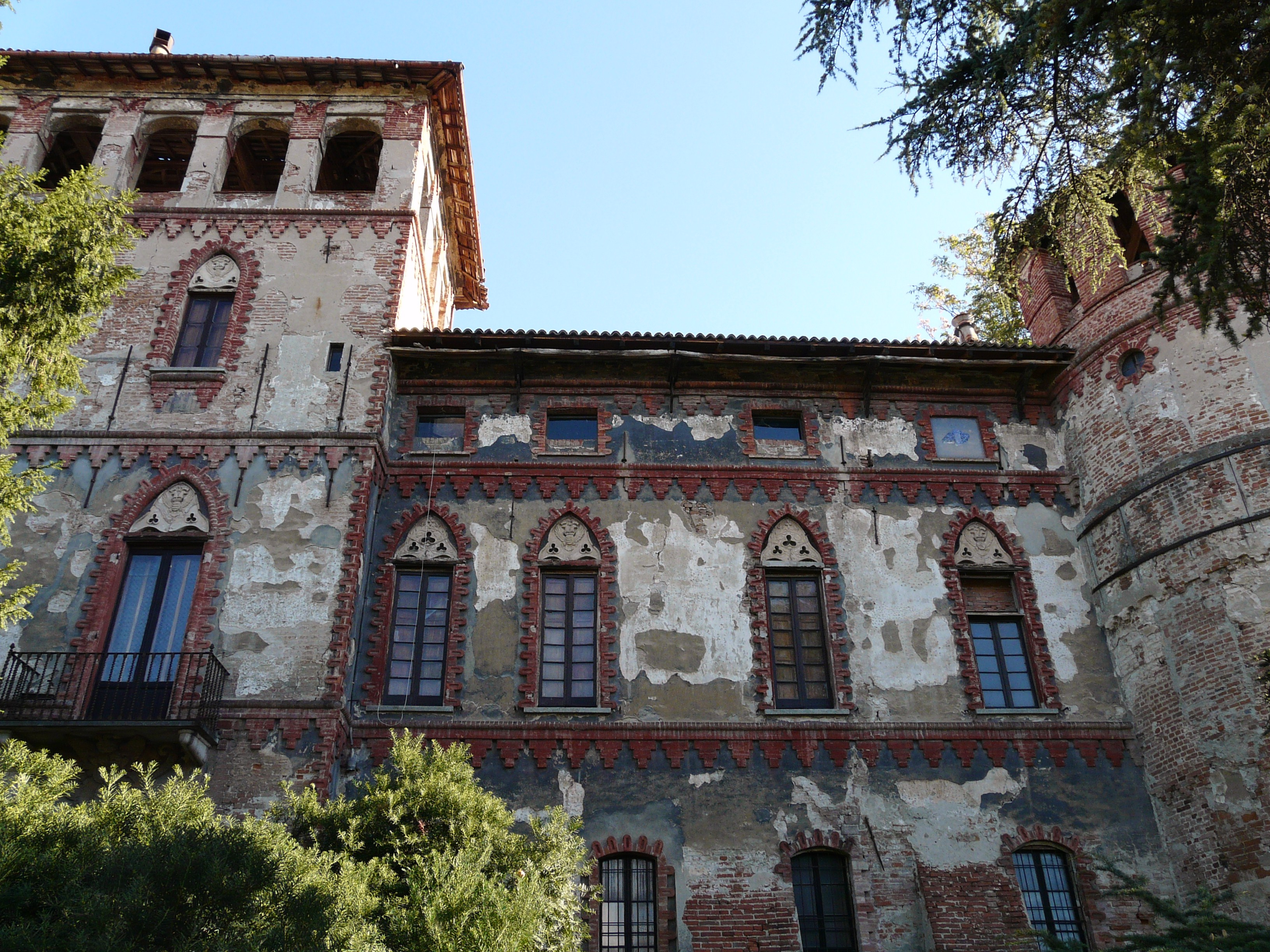
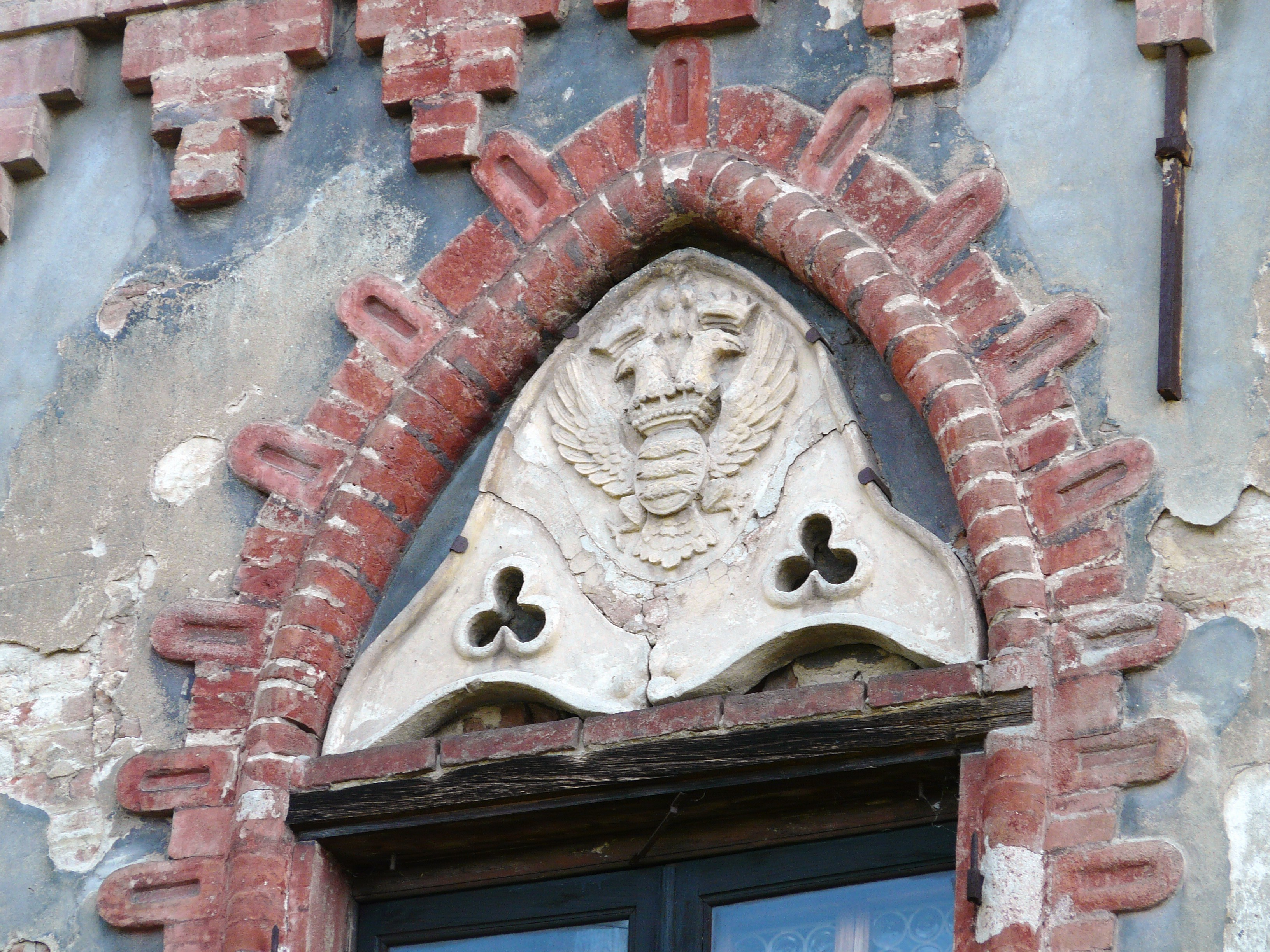
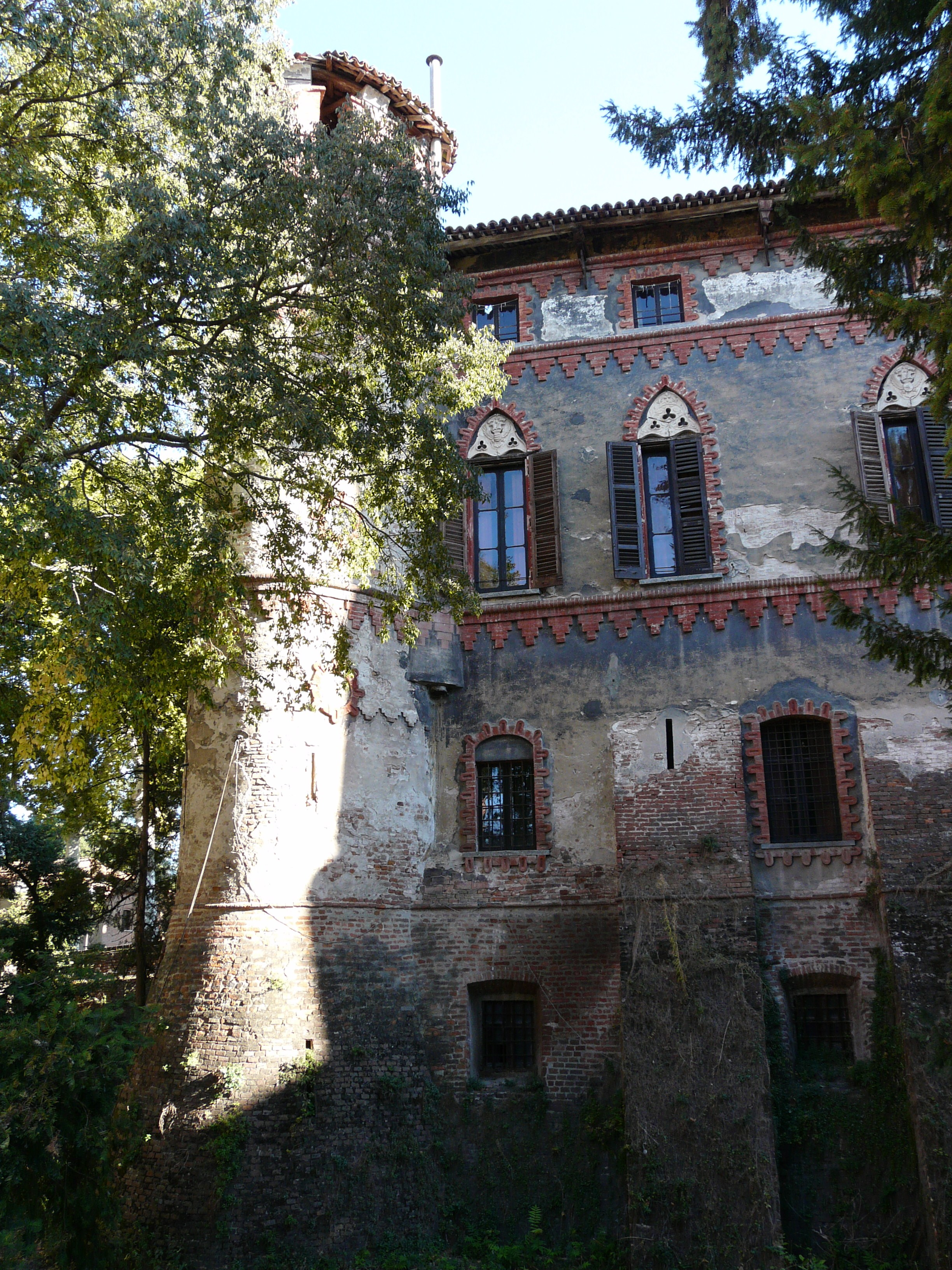
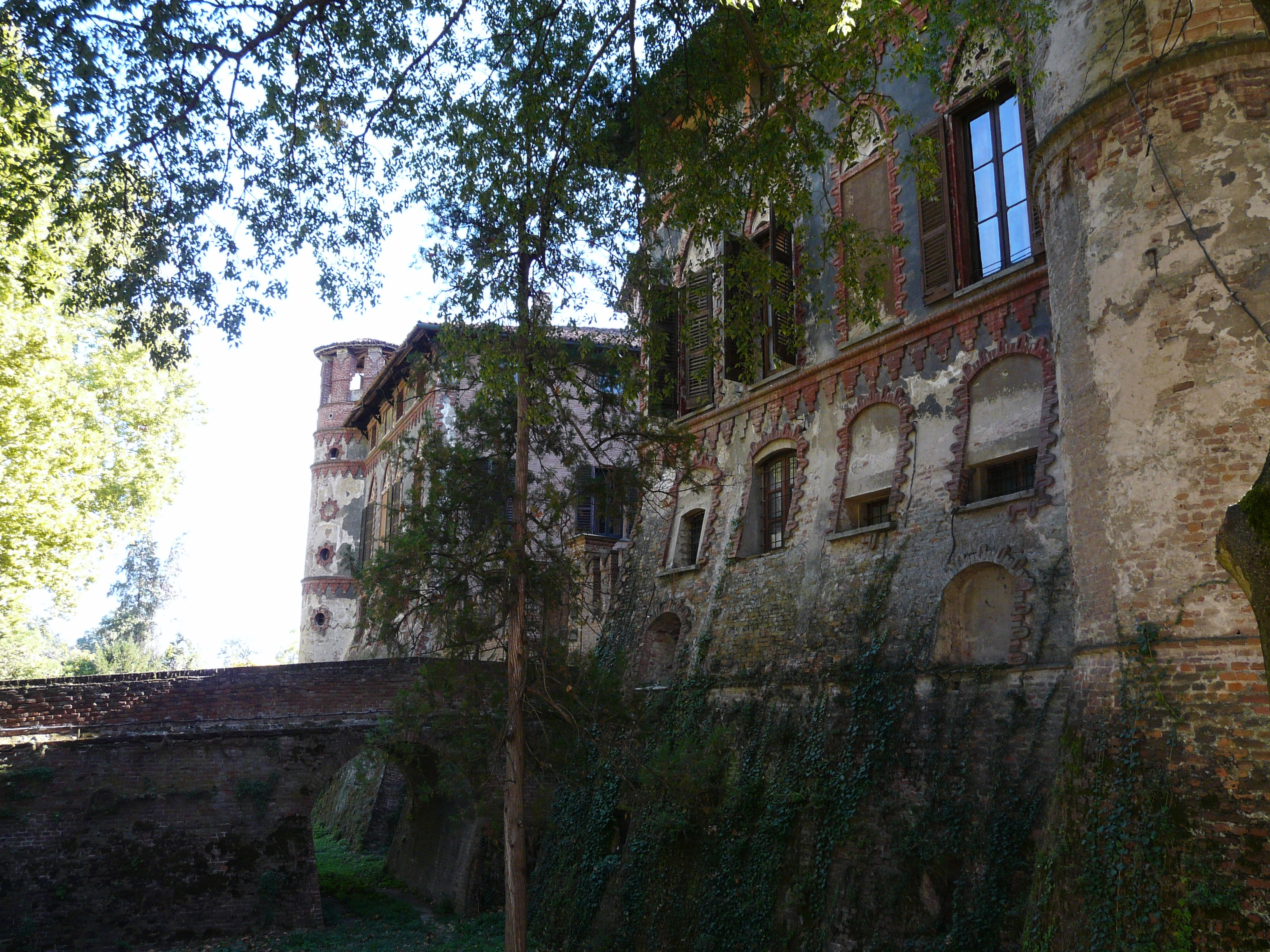
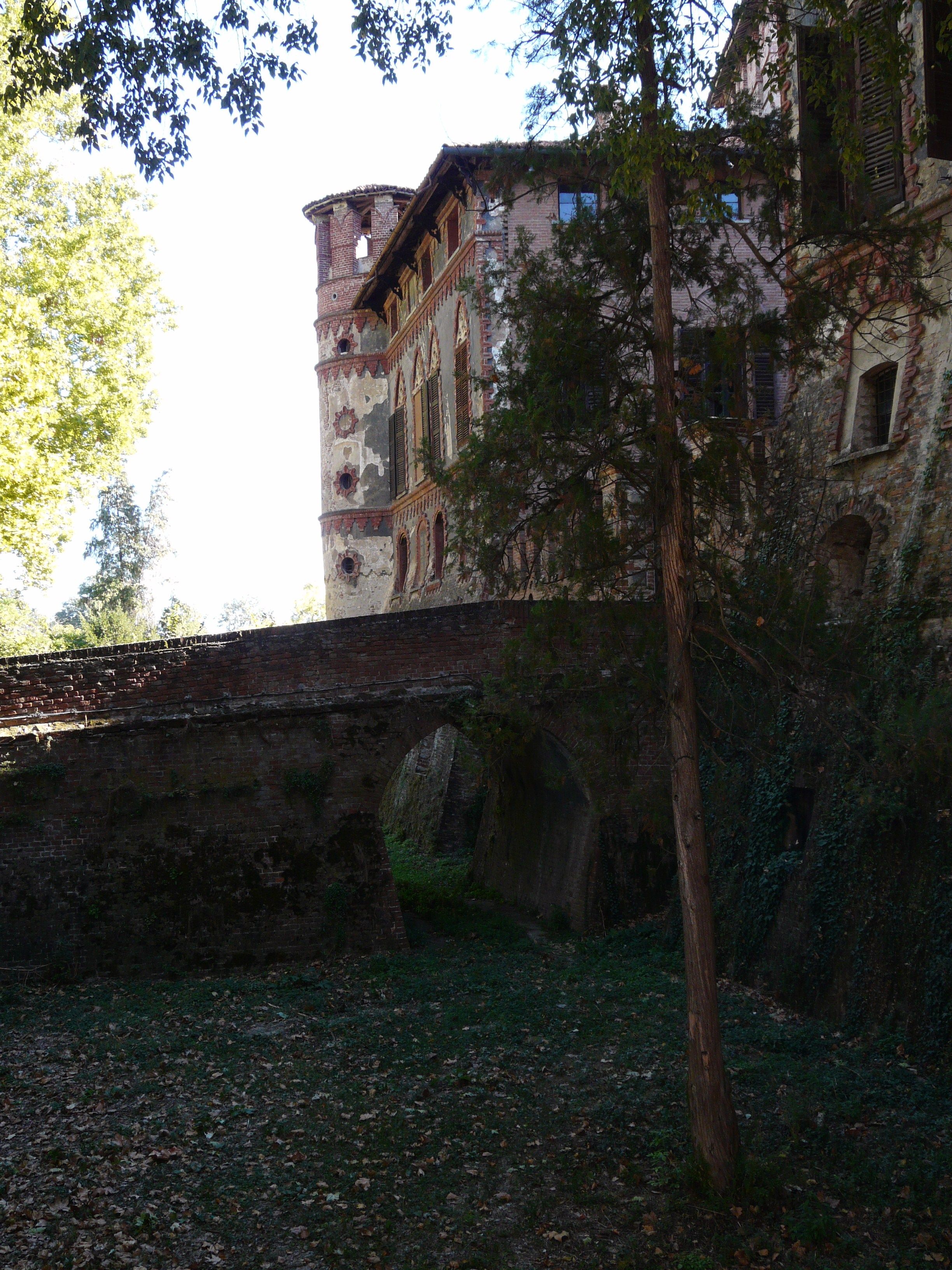
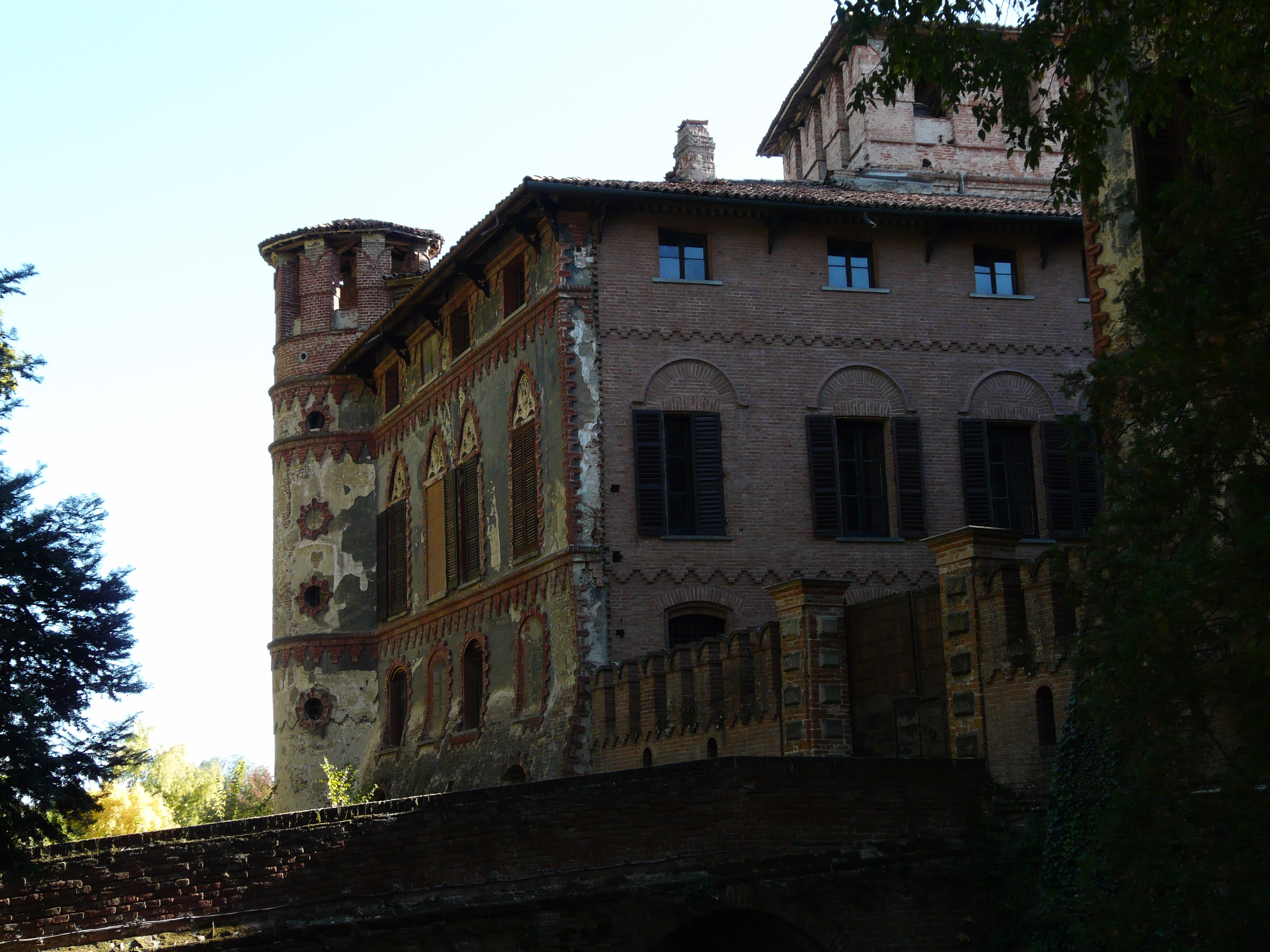
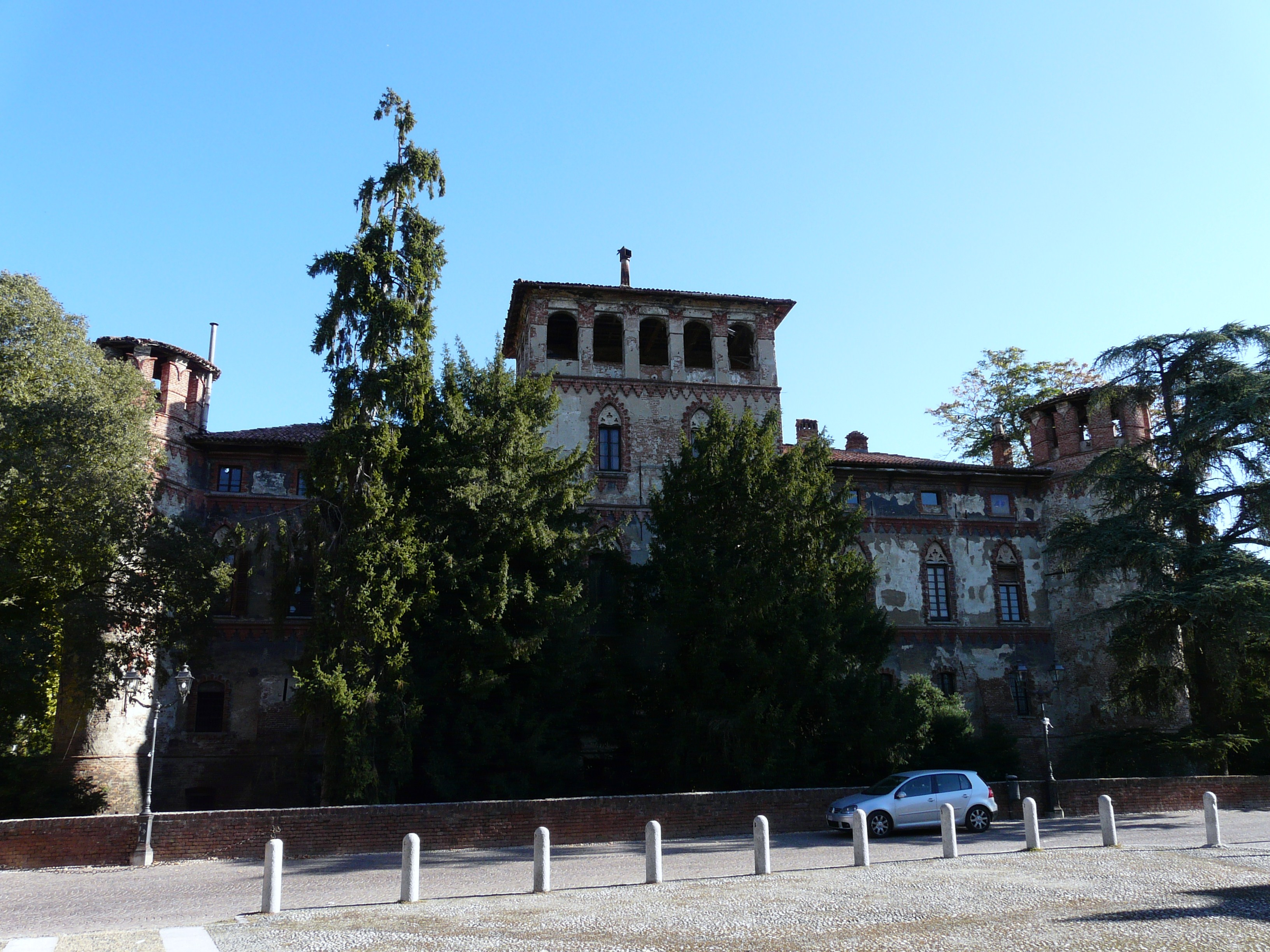